# Государственный таможенный комитет Азербайджана
Государственный таможенный комитет Азербайджана — центральный государственный исполнительный орган, наделённый функциями таможенного контроля экспортно-импортных операций и организации таможенного дела в Азербайджане.

## История

### Период Российской Империи
Первый таможенный орган в Баку был создан указом императора Александра I Сенатом Российской империи 25 января (9 февраля) 1807 года в качестве подразделения Астраханской таможни. Позднее также были созданы таможенные пункты в городах Астара и Джульфа.
31 июля 1831 года таможня была переведена в Закавказский таможенный округ и в 1832 году была переименована в Бакинский таможенный амбар. С 4 мая 1847 года переименована в Бакинское карантинно-таможенное учреждение.
31 марта 1861 года таможня была реорганизована в Бакинскую карантинно-таможенную контору и вошла в структуру вновь созданного Бакинского карантинно-таможенного округа. С 8 декабря 1897 года контора была преобразована в Бакинскую таможню, которая была подчинена 1 июня 1911 года Тифлисскому Кавказскому таможенному округу.

### Период АДР
С 1918 по 1920 год таможенные органы являлись подразделением министерства финансов Азербайджанской Демократической Республики.

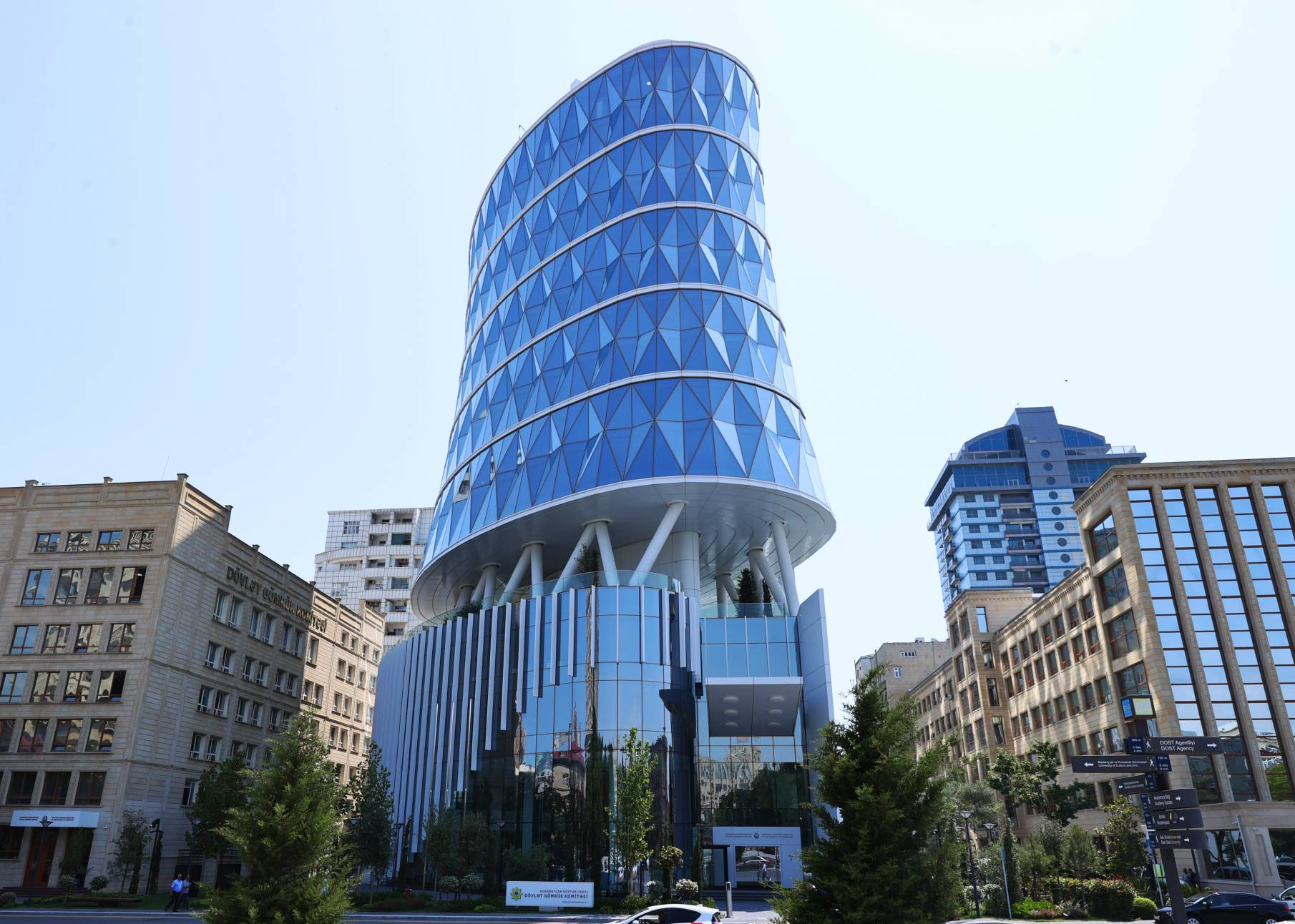
Таможенный комитет Азербайджана Июнь 2025

### Период Азербайджанской ССР
После установления советской власти в Азербайджане в составе Совета Народных Комиссаров создан Народный Комиссариат финансов Азербайджанской ССР. 14 августа 1920 года в составе Комиссариата финансов  образовано таможенное управление. Руководителем управления являлся заведующий. Высшее руководство управлением осуществлял Народный Комиссар финансов.
17 декабря 1920 года таможенные органы были переведены в состав Народного Комиссариата внешней торговли. Создан отдел таможенного контроля.
Органы таможни неоднократно реорганизовывались в 1929, 1946 и 1955 годах. 27 января 1989 года в соответствии с приказом №17 Главного управления Таможенного контроля при Совете Министров СССР на основе Бакинской таможни создана Таможня Азербайджанской CСР с включением в её состав других таможенных организаций на территории республики (пункты пропуска Астара и Джульфа).

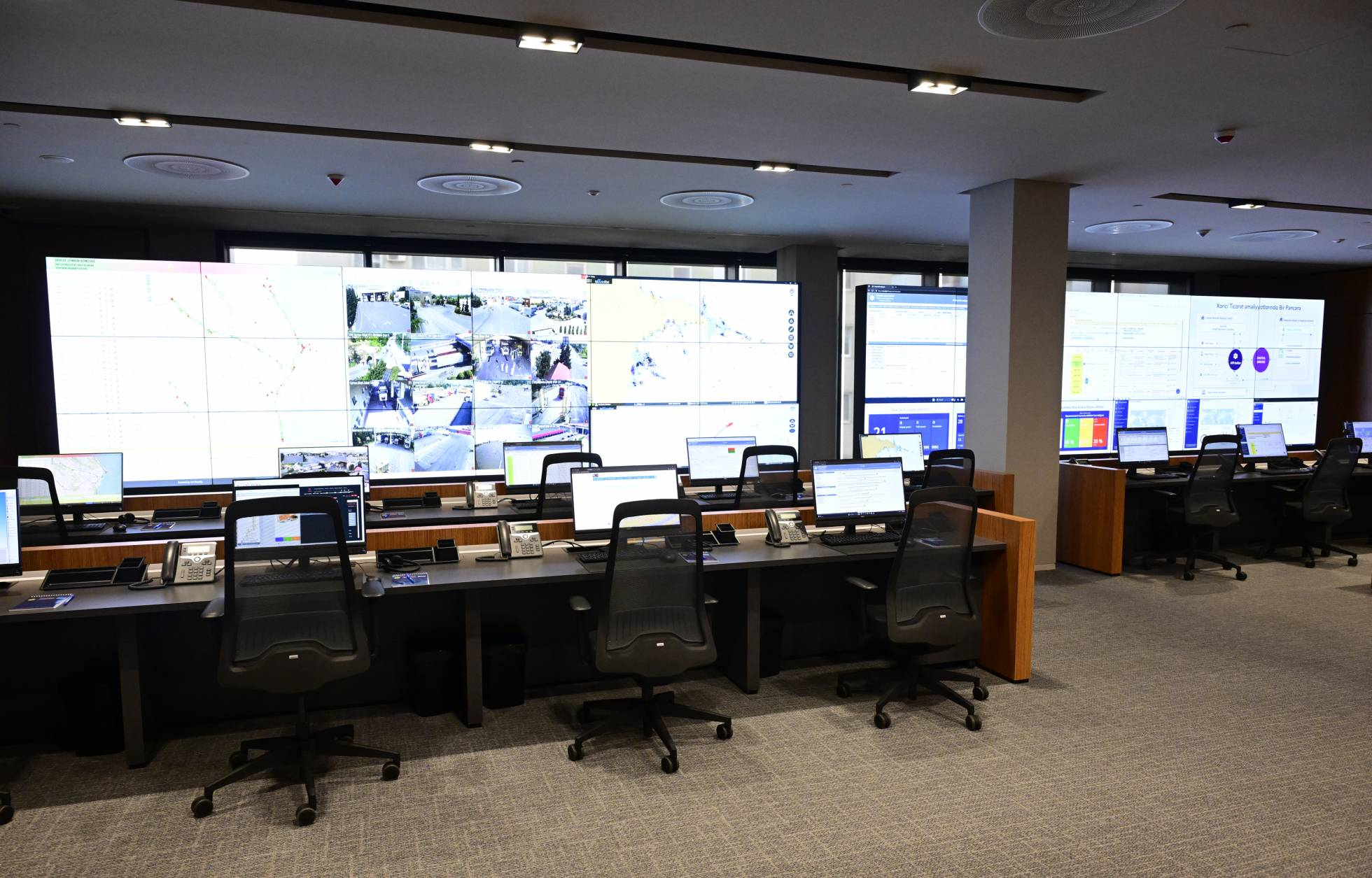
Таможенный комитет Азербайджана Июнь 2025

### Современный период
После распада Советского Союза и восстановления независимости Азербайджана начато формирование независимой таможенной системы.
15 января 1992 года Азербайджанское таможенное управление Таможенного комитета СССР перешло под управление Азербайджана.
30 января 1992 года Азербайджанское таможенное управление было упразднено, и создан Государственный таможенный комитет Азербайджана. В его структуре создано более 20 таможен и 50 пунктов таможенного контроля.
4 сентября 1992 года государственная граница Азербайджана объявлена таможенной границей и зоной таможенного контроля. Комитетом на границе были установлены таможни и таможенные пропускные пункты. 
С 1 октября 1992 года введена грузовая таможенная накладная на грузы, экспортировавшиеся за рубеж, в том числе в страны СНГ.
10 июня 2025 года открыто новое здание Комитета в Баку. Здание занимает 18 этажей. Общая площадь — 25 000 м2. В здании расположен целевой центр, в котором на электронной карте отслеживается передвижение грузовых транспортных средств по стране, осуществляется таможенный контроль за судами в Каспийском море и видеонаблюдение за таможенными постами в режиме реального времени. Здание оснащено оборудованием для разведки и предотвращения киберугроз.
В здании расположен музей, в котором хранятся представляющие историческую и культурную ценность предметы, конфискованные таможенными органами в различный период.

## Цели
Цели таможенной службы Азербайджанской Республики:
- защита суверенитета, экономической и национальной безопасности Азербайджана
- улучшение социального благосостояния народа
- содействие международной торговле
- обеспечение безопасности[8]

## Структура
В состав Таможенного Комитета входят:
- Территориальные таможенные управления (Главное таможенное управление г. Баку, Главное таможенное управление г. Сумгаит, Северное, Южное, Западное Главное таможенное управление)
- Главное таможенное управление воздушного транспорта
- Главное таможенное управление по акцизным товарам
- Главное таможенное управление энергетических ресурсов и морского транспорта
- Таможенные посты
- Управление медицинской службы
- Управление автомобильного транспорта
- Управление центральной таможенной экспертизы
- Академия Государственного таможенного комитета Азербайджана
- Объединение «АзерТерминалКомплекс»
- Кинологический центр

## Функции
Основными функциями Комитета являются:
- обеспечение таможенной политики и развитие таможенного дела в АР
- подготовка экономических программ
- лицензирование товаров
- взимание налогов и пошлин на товары, проходящие через границу
- выдача сертификатов
- оформление грузов и транспорта
- участие в разработке и реализации государственной политики по эффективному использованию и охране природных ресурсов в азербайджанском секторе Каспийского моря
- ведение таможенной статистики
- защита прав и интересов физических и юридических лиц, осуществляющих таможенные операции
- участие в деятельности международных таможенных организаций

## Председатели
- Магсуд Аловсат оглы Мамедов (30 января 1991 — 4 июня 1992)[4][10]
- Тофиг Керимов[азерб.] (4 июня 1992 — 5 октября 1992)[11][12]
- Ибрагим Велиев[азерб.] (5 октября 1992 — 30 июля 1993)[13][14]
- Тахир Алиев (30 июля 1993 — 9 января 1995)[15][16]
- Кямаледдин Гейдаров (17 января 1995 — 6 февраля 2006)[17]
- Айдын Алиев (6 февраля 2006 — 23 апреля 2018)
- Сафар Мехтиев (23 апреля 2018 — 16 июля 2022)
- Шахин Багиров (14 февраля 2023 — н.в.)[18]

## Деятельность
В 2020 году комитетом запущено мобильное приложение «Smart Customs». В приложении действует система чат-ботов. На апрель 2025 года в приложении зарегистрировано более 1,1 миллиона пользователей IOS и более 930 тысяч пользователей Android. В приложении действует 12 электронных сервисов.
3 июня 2024 года комитетом представлена электронная платформа «ÖZÜNET». Через платформу можно получить доступ в электронной форме ко всем таможенным услугам Комитета.

### 2022
В 2022 году таможенными органами выявлено 28 475 правонарушений. Из них 694 уголовных преступления.
Выявлено 27 781 административное правонарушение

### 2023
12 мая 2023 года создано Восточно-Зангезурское таможенное управление. В Восточном Зангезуре создан таможенный пост «Лачин». Создан таможенный пост в Зангеланском аэропорту.
В 2023 году таможенными органами выявлено 34 113 правонарушений. Из них 1 681 уголовное преступление. Выявлено 
- 189 фактов контрабанды на сумму 9 млн 848 тыс. манат (ст. 206 УК АР)
- 130 фактов импорта, хранения с целью продажи и продажи подакцизных товаров без акцизных марок на сумму 489 440 манат (ст. 213-1 УК АР)
- 1 224 факта невозвращения валютной выручки на сумму 579 млн 645 тыс. 020,89 долларов США и 129 тыс. 431,32 евро (ст. 208 УК АР)

Органами изъято 744 мобильных телефона на сумму 755 759 манат, бытовой техники на сумму 208 035 манат,
Выявлено 32 432 административных правонарушения в таможенной сфере. К административной ответственности привлечены 2 681 юридическое лицо (в том числе 1 122 иностранных), 29 750 физических лиц (в том числе 11 214 иностранцев). Конфисковано товаров на сумму 269 058 манат. Наложено административных штрафов на сумму 3 млн 660 тыс. 678 манат.

## Международные связи
Государственный таможенный комитет Азербайджана сотрудничает с таможенными службами членов Всемирной таможенной организации с целью укрепления международного сотрудничества. Действуют соглашения и меморандумы между Государственным таможенным комитетом Азербайджана и таможенными организациями Российской Федерации, Северной Ирландии, Греции, Литвы, Пакистана, Румынии, Турции, Великобритании и других стран.
В 1999 году комитет осуществил проект «Усиление потенциала и создание сети передачи данных Государственного таможенного комитета Азербайджанской Республики» совместно с ООН. В результате этого проекта была создана единая корпоративная сеть в таможенных органах, работающая в режиме онлайн, автоматизированная система таможенного контроля.
В 2001 году Государственный таможенный комитет Азербайджана был принят в Финансовый Комитет Всемирной таможенной организации. Данный комитет организует курсы и семинары совместно с международными структурами с целью повышения квалификации кадров.

## Галерея

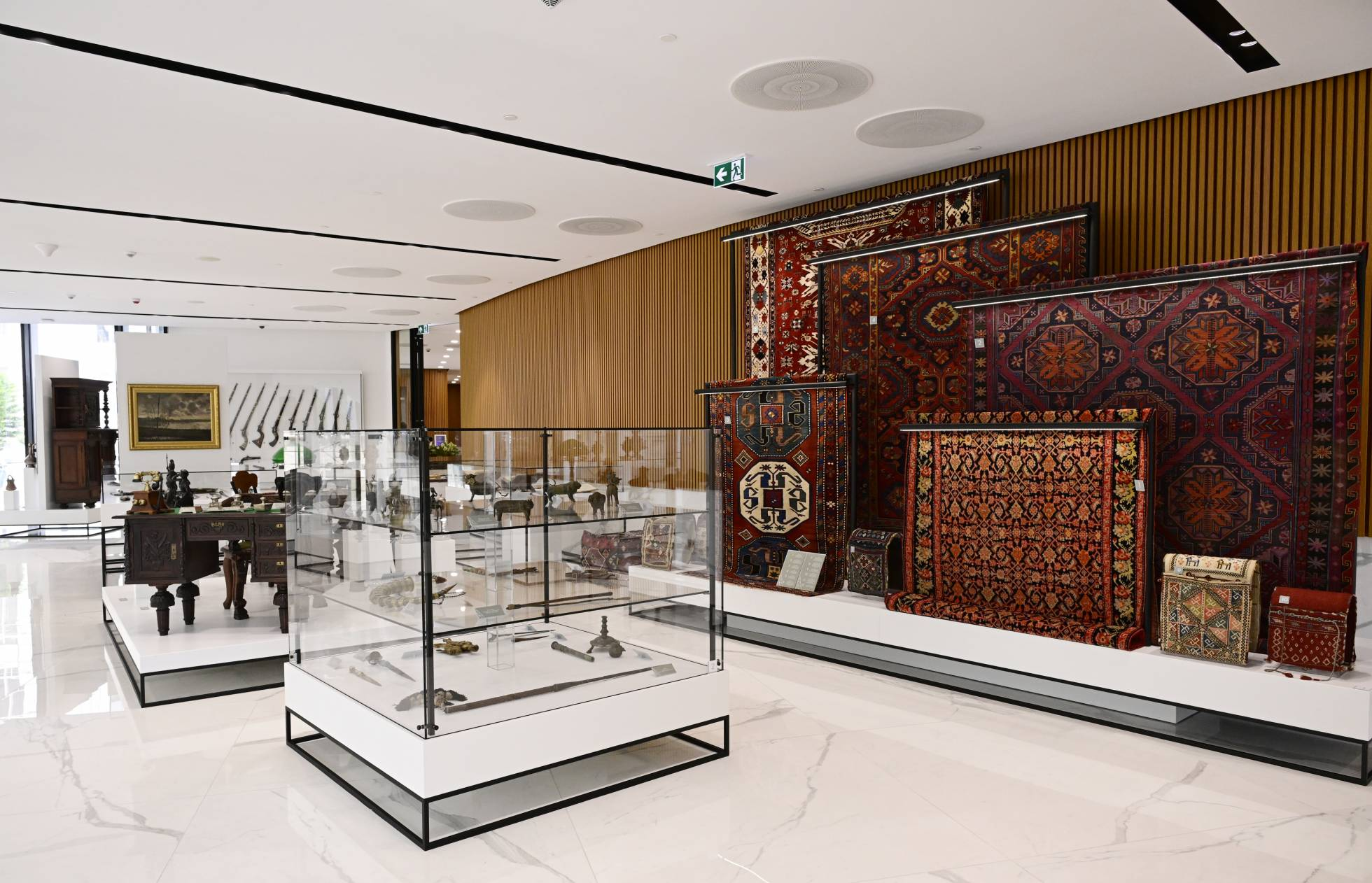
Музей Таможенного комитета Азербайджана
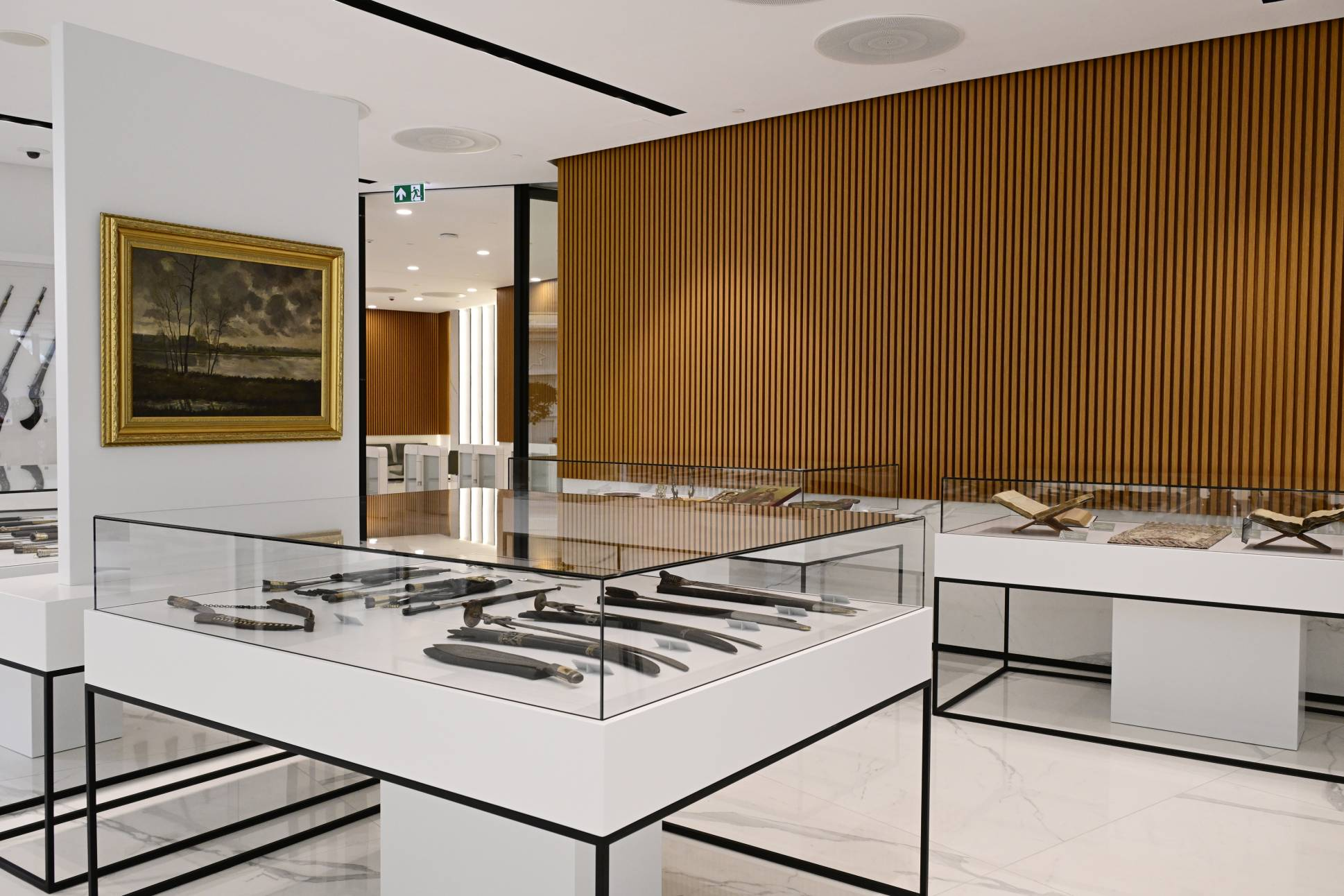
Музей Таможенного комитета Азербайджана